# Alice-Maria
Alice-Maria Tavares Reiniger (Guaraciaba, 31 de janeiro de 1945) é uma jornalista brasileira. Iniciou sua carreira na TV Globo em 1966, um ano após a fundação da emissora, e esteve envolvida na criação do Jornal Nacional em 1969, o primeiro telejornal transmitido nacionalmente no país. Ao longo de sua trajetória, Alice-Maria ocupou diversos cargos, incluindo o de diretora-executiva da Central Globo de Jornalismo, tornando-se a primeira mulher a assumir tal posição no Brasil. Em 1996, foi responsável pela implementação da GloboNews, o primeiro canal brasileiro de notícias 24 horas.

## Biografia
Alice Maria iniciou sua carreira na Rede Globo de Televisão como estagiária, em 1966. Durante os 23 anos que se seguiram, Alice Maria ocupou todas as funções do jornalismo na emissora, sendo a primeira mulher no país a ocupar o cargo de diretora-executiva de uma central de informação, no caso a CGJ (Central Globo de Jornalismo).
Em 1990, deixou a emissora, juntamente com o jornalista Armando Nogueira. então diretor-geral do jornalismo da emissora. Foi, então, diretora-executiva de jornalismo da Rede Manchete. Em 1992, criou a No Ar Comunicação, produtora independente de vídeo voltada para a produção de documentários, programas de entretenimento e programas educativos.
Dentre os seus inúmeros feitos na televisão brasileira, destaca-se a participação na criação do Jornal Nacional (telejornal em que ocupou por muitos anos o cargo de editora-chefe), além da direção em diversos informativos e programas da TV Globo, tais como Jornal Hoje, Jornal da Globo, Fantástico, Globo Repórter, Globo Rural e Bom Dia Brasil.
Em 1996, implantou a Globo News, o primeiro canal brasileiro de notícias 24 horas no ar, do qual foi diretora-geral até 2009.
Em 2009, Alice Maria deixa a Globo News e passa a ser diretora de desenvolvimento e programas especiais (DDPE), subordinada a Carlos Henrique Schroder, novo diretor-geral de jornalismo e esporte. 
No dia 2 de setembro de 2014, a Rede Globo anunciou que Alice Maria havia decidido se aposentar.